# Ikast-Brande
Pour les articles homonymes, voir Ikast et Brande.
Ikast-Brande est une commune du Danemark, située sur la péninsule du Jutland dans la région du Jutland-Central. Elle comptait 41 282 habitants en 2019, pour une superficie de 736,41 km2.

## Historique
La commune d’Ikast avait été créée en 1970 à la suite de la kommunalreform, en regroupant les quatre paroisses de Bording, Engesvang, Ikast et Isenvad, et intégrée à l’amt de Ringkjøbing.

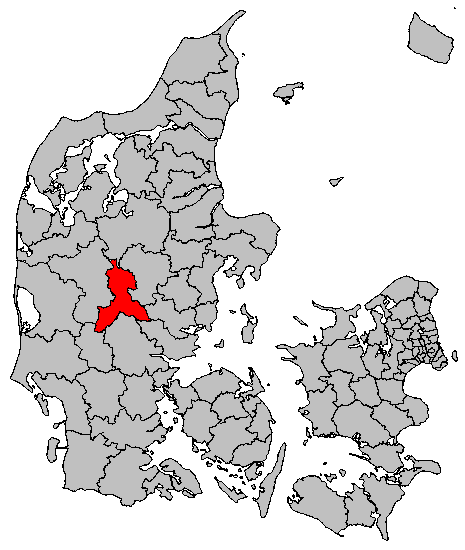
La commune d’Ikast-Brande

La réforme danoise des municipalités (Kommunalreformen) de 2007 a fusionné les municipalités d’Ikast, de Brande et de Nørre-Snede, pour créer celle de Ikast-Brande, intégrée à la région du Jutland-Central.

## Économie
La coopérative Kartoffelmelcentralen (KMC), spécialisée dans l'extraction de la fécule de pomme de terre a plusieurs unités de production ainsi que son siège historique à Brande.

## Jumelage
- Kralupy nad Vltavou,  Tchéquie

## Sport
Le club de handball féminin du FC Midtjylland Håndbold, précédemment appelé Ikast-Bording Elite Håndbold entre 1970 et 2008, a remporté (en 2018) 8 coupes d'Europe et 8 compétitions nationales.